# Муса Бин Бик
Муса Бин Бик (арап. موسى بن بيك; латинизовано као Mussa Bin Bique) био је арапски трговац робљем и самопроглашени владар острва Мозамбик у Мозамбичком каналу, пре доласка Португалаца и оснивања Португалске источне Африке, око 1500. године. Верује се да је Бин Бик био први човек који је допловио до поменутог острва и настанио се на њему, а од његовог имена Португалци су извели име за само острво, које је касније постало званичним називом за све португалске колоније у данашњој југоисточној Африци.